# فصل خون
فصل خون نام فیلمی به کارگردانی و نویسندگی حبیب کاووش است. این فیلم محصول کشور ایران و تولید سال ۱۳۶۰ می‌باشد.
این فیلم بر اساس نمایشنامه آنجا که ماهی‌ها سنگ می‌شوند نوشته خسرو حکیم رابط ساخته شده است.

## خلاصه داستان
عده‌ای از ماهیگیران که در یکی از بنادر شمال ایران از راه صید قاچاق ماهیگیری می‌کنند مورد هجوم و حمله ماموران شیلات و ساواک قرار می‌گیرند. سپس ساواک با توطئه‌ای سردسته ماهیگیران به نام عمو تراب را نزد سایر ماهیگیران همکار خود معرفی می‌کند و باعث می‌شود تا ماهیگیران او را بکشند ولی سرانجام به واقعیت پی می‌برند. 

## نقد و بررسی
فصل خون، یکی از ده‌ها فیلمی است که پس از انقلاب ۵۷ دربارهٔ ستمهای رژیم پیشین ساخته شد؛ بی آنکه تحلیل درستی از وقایع، آدمها و زمینه‌های اجتماعی بدست دهد. فیلم، در حد شعارهای زمان انقلاب و اعلامیه‌های افشاگر آن زمان است که تماشای آن، پس از گذشت این سال‌ها، می‌تواند مروری بر آن خاطره‌ها و شعارها و اعلامیه‌ها باشد.
آخرین فیلم سعید کنگرانی قبل از ممنوع الکاری است.